# Andromáchi
Andromáchi är en ort i Grekland.   Den ligger i prefekturen Nomós Pierías och regionen Mellersta Makedonien, i den norra delen av landet, 280 km norr om huvudstaden Aten. Andromáchi ligger 45 meter över havet och antalet invånare är 833.
Terrängen runt Andromáchi är platt åt sydost, men åt nordväst är den kuperad.  Närmaste större samhälle är Kateríni, 2,2 km öster om Andromáchi. Trakten runt Andromáchi består till största delen av jordbruksmark.